# Концепція due process
Концепція due process («належна правова процедура») — одна з найважливіших правових концепцій у англо-американській правовій сім'ї. Загалом являє собою юридичну вимогу, згідно з якою держава повинна поважати всі юридичні права, які належать особі. Належна процедура врівноважує владний вплив права відповідної держави і захищає фізичну особу від нього. Коли уряд завдає шкоди людині, не дотримуючись при цьому права, це є порушенням належної правової процедури, що шкодить верховенству права.

## Правова природа концепції належної процедури
Належна процедура також часто інтерпретується як вимога, що обмежує законодавство та юридичний процес (т. зв. матеріальна належна процедура — substantive due process), так, що судді замість законодавця можуть визначати і гарантувати основоположну Справедливість і свободу. Таке тлумачення виявилося спірним. За аналогією з поняттями природної і процедурної справедливості, використовуваними в різних інших юрисдикціях, належну правову процедуру іноді інтерпретують як наказ уряду про те, що він повинен не бути несправедливим щодо людей або не вдаватися до фізичних посягань.
Цей термін не використовується в сучасному англійському праві, але існують два подібних поняття: поняття природної справедливості, що як правило застосовується тільки до рішень адміністративних органів і деяких видів приватних організацій, таких як профспілки, та британське конституційне поняття верховенства права, сформульоване Альбертом Дайсі та іншими [1] Проте, жодне поняття точно не збігається з американською концепцією належної процедури, яка, як описано нижче, на сьогодні містить багато імпліцитних прав, яких не знайти в давніх або сучасних концепціях належної процедури в Англії. [2 ]
Концепція належної процедури (due process) походить з пункту 39 Великої хартії вольностей в Англії. [3] Коли англійське і американське право поступово розходилися, зазначена концепція не залишилася в Англії, проте була включена до Конституції США.

## Концепція в різних юрисдикціях

### Англія. Велика хартія вольностей
У статті 39 Великої хартії вольностей, виданій в 1215 році, Іоан Безземельний пообіцяв: «Жодна вільна людина не буде оштрафована, або ув'язнена, або позбавлена володіння, або якимось іншим чином обездолена, і ми не підемо на неї і не пошлемо на неї, тільки як за законним рішенням рівних їй (її перів) і за законом країни.» [4] Сама Велика хартія вольностей відразу ж стала частиною права (law of the land), і її пункт 61 уповноважив виборний орган із 25 баронів більшістю голосів визначати, яке відшкодування король має надати, якщо він посягнув певним чином на якусь людину. [4] Таким чином, Велика хартія вольностей встановлює верховенство права в Англії, не тільки вимагаючи від монарха підкорення праву, а й обмеження щодо того, як монарх може змінювати право. Проте, в 13-му столітті, ці норми могли стосуватися лише прав землевласників, а не прав звичайного селянства або сільських жителів. [5]
Згодом британськими монархами було випущено більш короткі версії Великої хартії вольностей і пункт 39 Великої хартії вольностей був змінений на пункт «29». [6] Вперше потреба в належному дотриманні процесуальних норм з'явилася в Великої хартії вольностей]] в 1354 році під час правління Едуарда III Англії, в такий спосіб: «Жодна людина з якого стану вона не була б, не може бути виведена з її земель або звільнена з посади, на яку прийнята, ні знедолена, ні страчена, доки не буде доведено її вини встановленою законом процедурою» [7]
У 1608 році англійський юрист Едвард Кок написав трактат, в якому він описав значення Великої хартії вольностей. Кок пояснював, що жодна вільна людина не може бути обмежена в правах інакше, як за legem terrae, закону країни, «тобто, по common law, закону або по англійському звичаю… тобто, як наслідок — у встановленому порядку та за належною правовою процедурою…»
І стаття Великої хартії вольностей]], і наступний статут 1354 року були знову роз'яснені Судом королівської лави в 1704 році (правління королеви Анни) у справі Королева проти Пейті. У цій справі Палата общин позбавила Джона Пейті та деяких інших громадян права голосу на виборах і відправила їх до Ньюгейтської в'язниці лише за порушення при направленні позову в суд. Суд королівської лави (суддя Пауіс) пояснив значення «належної правової процедури» таким чином: Заперечується те, що, згідно із статтею 29 Великої хартії вольностей, жодна особа не може бути заарештована або запроваджена до в'язниці інакше, як за правом країни (law of the land). На це я відповім, що lex terrae не обмежується загальним правом, а включає всі інші прояви права, які діють у цьому королівстві, в тому числі цивільне та канонічне право…
Головний суддя Джон Холт не погодився з цими судженнями, вважаючи, що накладені обмеження по суті не мали правової підстави. Палата общин намагалася видавати закони самостійно, без схвалення Палатою Лордів під приводом регулювання обрання її членів. Незважаючи на те, що Суд королівської лави постановив, що Палата общин не порушила і не скасувала «due process», Джон Пейті був врешті звільнений королевою Анною, коли вона назначала перерву у роботі парламенту.

### Колізії в англійському та американському праві
Протягом століть британської історії багато законів і трактатів називали різні вимоги у складі «належної правової процедури» або «права країни». Такий підхід, як правило, швидше передбачав дотримання того, що вимагав чинний закон, а не те, що насправді вимагалося самим належним процесом. Як пояснив Верховний суд США, вимога належної правової процедури в Британії не була «важливою складовою ідеї належної правової процедури у кримінальному переслідуванні і покаранні, а згадувалася лише як приклад та ілюстрація належної правової процедури, як вона насправді існувала в тих випадках, в яких вона зазвичай використовувалася». [12]
Зрештою, розрізнені посилання на «належну правову процедуру» в англійському праві не обмежують владу уряду. У зв'язку з цим американський професор права Джон Орт пише, що «видатні фрази не змогли зберегти своєї життєдіяльності». [13] Орт вказує на те, що це, як правило, пов'язане з підвищенням значущості доктрини верховенства парламенту в Сполученому Королівстві, яка поєднувалася із ворожістю до судового контролю як недемократичного іноземного винаходу. [14]
Вчені іноді інтерпретували рішення лорда Коука у справі доктора Бонема (Dr. Bonham's Case) як допущення можливості судового контролю, але до 1870-х, лорд Кемпбелл відхилив судовий контроль як «дурну доктрину, яку, як припускають, було встановлено позасудовим шляхом у справі доктора Бонема …, головоломку [яку] повинні були висміяти». [15] За відсутності повноважень з судового контролю англійські суди не володіли жодними засобами, які б дозволяли оголошувати урядові статути або дії нечинними на підставі порушення належної процедури. Як наслідок англійське та американське право розійшлися в цьому питанні: американський законодавець не мав засобів визнати неправильним судовий контроль за законодавством (за єдиним винятком пропозицій конституційних поправок, що рідко буває успішним). У 1977, англійський професор політології пояснив поточну ситуацію в Англії на користь американських юристів: Американський фахівець з конституційного права, можливо, був би дуже здивований розмитістю використання терміна «належна правова процедура» в загальній масі англійських юридичних праць. Сьогодні належній процедурі зовсім на знайшли місця в «Законах Англії» Холзбері, «Коментарях» Стівена або в «Праві та звичаях Конституції» Ансона. Цього терміна не містять і «Судовий словник» Страуда або «Правовий лексикон» Уортона.
Два схожих поняття в сучасному англійському праві: поняття природної справедливості, яке зазвичай застосовується тільки до рішень адміністративних органів і деяких видів приватних організацій, таких як профспілки та поняття британської конституційної концепції верховенства права, що формулюється А. В. Дайсі та ін. [1 ] Проте, жодне поняття точно не збігається з американською концепцією належної процедури, яка, як описано нижче, на сьогодні містить багато імпліцитних прав, яких не знайти в давніх або сучасних концепціях належної процедури в Англії. [2 ]

### Сполучені Штати Америки
Поправки п'ята та чотирнадцята до Конституції Сполучених Штатів містять положення про належну правову процедуру. Належна правова процедура має справу з відправленням правосуддя і, таким чином пункт про належну правову процедуру діє як гарантія від свавільного посягання на життя, свободу і власність з боку уряду урядом поза санкцією закону. [17] Верховний Суд Сполучених Штатів інтерпретує належну правову процедуру як забезпечення таких 4 видів захисту: процесуальна належна процедура (procedural due process) (в цивільному і кримінальному провадженнях), матеріальна належна процедура (substantive due process), заборона невизначеності у законодавстві, а також засіб інкорпорації Білля про права.

### Інші
Різні країни визнають певну форму належної правової процедури відповідно до норм звичаєвого міжнародного права. Хоча її специфіка часто є незрозумілою, більшість країн згодні з тим, що вони повинні гарантувати іноземним відвідувачам базовий мінімальний рівень справедливості. Деякі країни стверджують, що вони зобов'язані надавати іноземцям не більше прав, ніж вони надають власним громадянам (доктрина національного режиму), що означає, що вони будуть уразливими для одних і тих же самих обмежень з боку уряду. Із вдосконаленням міжнародного права в галузі прав людини, а також із частим використанням договорів, що регулюють ставлення до іноземних громадян за кордоном, практична відмінність між цими двома підходами може поступово зникати.